# Gregolry Panizo
Gregolry Alves Panizo de Freitas (Maringá, 12 mei 1985) is een Braziliaans wielrenner. In 2011 werd hij Pan-Amerikaans kampioen op de weg bij de elite en eindigde met 179 punten, slechts één minder dan winnaar Miguel Ubeto, als tweede in het eindklassement van de UCI America Tour.

## Belangrijkste overwinningen
2007
5e en 11e etappe Ronde van Santa Catarina
2008
Eindklassement Ronde van Brazilië
2010
8e etappe Ronde van Brazilië
Eindklassement Ronde van Brazilië
2011
 Pan-Amerikaans kampioen op de weg, Elite
2012
2e etappe Ronde van Guatemala
Puntenklassement Ronde van Guatemala
2013
5e etappe Ronde van Rio de Janeiro

## Resultaten in voornaamste wedstrijden
| Jaar |  | WK op de weg |
| ---- |  | ------------ |
| 2011 |  | 149e         |

Affonso · Coelho · Da Silva · Delai · dos Santos · Egídio · Gonçalves · Melo · Mendes · Panizo · Sales · Seabra · Vieira · Weber
Aguilar · Arseno · Braga · Bulgarelli · Cardoso · Costa · dos Santos · Fiorilli · Junqueira · Moi · Nascimento · Nazaret · Nicácio · Panizo · Pinheiro · Santos · Sidoti · Silva
Braga · Bulgarelli · Cabrera · Cardoso · Chamorro · Costa · Diniz · Fiorilli · Garnero · Junqueira · Manarelli · Nazaret · Nicácio · Panizo · Pereira · Pinheiro · A.Santos · D.Santos · Sidoti
Baena · Cabrera · Chiarello · dos Santos · Egídio · Godoy · Melo · Mendes · Panizo · T.Rodrigues · Roux · dos Santos · Silva · Vieira · Weber